# Spiaggia di Cavoli
Cavoli è una spiaggia situata sulla costa sud-occidentale dell'Isola d'Elba, fra il capoluogo Marina di Campo e la frazione di Seccheto.

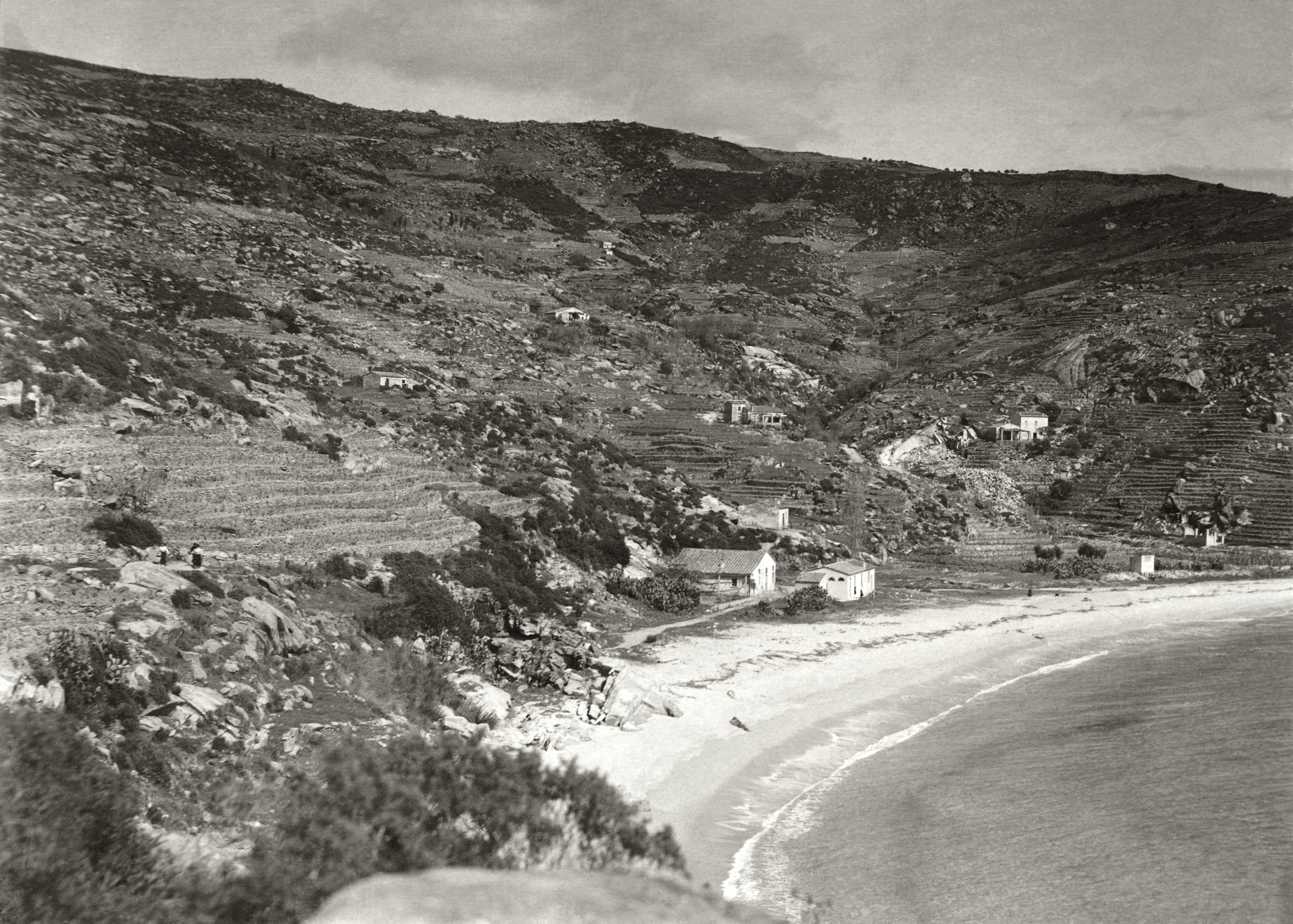
Cavoli nel 1908 in una fotografia di Conrad Zimmer

## Caratteristiche
La spiaggia ha una lunghezza di trecento metri ed è caratterizzata da un fondale bianco sabbioso, formato dallo sgretolamento del monzogranito, tipico di quella zona dell'isola; inoltre, la spiaggia è divisa da scogli granitici levigati. Verso la metà del litorale sorge l'edificio detto «Arsenale», iniziato nel 1835 dalla famiglia Pisani e in seguito snaturato da superfetazioni edilizie, attiguo alla «Casa Zimmer», oggi trasformata in un locale di ristoro, che fu abitata dal 1907 al 1914 dalla famiglia tedesca Zimmer, proprietaria delle cave di monzogranito di Cavoli e Seccheto. Allo scoppio della prima guerra mondiale l'attività degli Zimmer cessò, per poi riprendere sotto la guida di Federico Mellini che lasciò a sua volta il posto alla società Seccheto Anonima Graniti Elba (S.A.G.E.) e, infine, a Guglielmo Federici che fu l'ultimo proprietario delle cave. Sul crinale orientale di Cavoli, in località Pietra Rossa, si trovava il piccolo edificio detto Quartiere Militare, oggi trasformato in abitazione privata, che fu istituito dal Granducato di Toscana intorno al 1817, assieme a quelli di Fetovaia e Pomonte.
La baia è collocata in una posizione riparata, aperta alle sole correnti di sud-ovest, che le conferisce un clima mite.
Dista circa 4,5 chilometri da Marina di Campo, raggiungibile percorrendo la litoranea. Nell'area vi sono alcune formazioni rocciose come Cote del Biondo e Pietra Rossa. Nel 1835 il geologo Paolo Savi scoprì, nel settore orientale della vallata di Cavoli, un raro filone di wollastonite.

## Etimologia
Il toponimo deriva dal latino cavulae, ossia dalle cave di granodiorite documentate sin dal I secolo.

## La Grotta Azzurra
Lungo la costa, sulla sinistra, a circa seicento metri dalla baia di Cavoli si trova la «Grotta Azzurra», anticamente chiamata «Grotta di Mare».

## Testimonianze storiche
In corrispondenza della spiaggia di Cavoli, in località Grottarelle e lungo l'ecomuseo «Vie del Granito», si rintracciano le testimonianze dell'antica lavorazione del monzogranito, attività risalente sino al I secolo (nella zona è presente il toponimo Remmiano, derivante dal nome personale latino Remmius) e che fu continuata dalla Repubblica di Pisa in epoca medievale.
Nascoste fra la vegetazione, si possono rinvenire le antiche cave con resti di colonne e due vasche circolari abbozzate, una delle quali è chiamata «La Nave» sin dal XVIII secolo. A tal proposito, lo storico locale Stoico Bonini scrisse: «Durante la grande alluvione del 1947 ho visto nei risucchi delle onde sulla spiaggia di Cavoli grandi colonne granitiche già ben lavorate che poi la sabbia ha ricoperto. Ho visto anche un sarcofago di granito adibito a lavatoio appoggiato ad una casa. Durante gli scavi delle fondamenta per [...] venivano fuori cocci d'anfora.»

### Colonna di Cavoli
Posta sulle alture soprastanti la spiaggia, la colonna ha una lunghezza di 7,86 m, un diametro di 1,10 m e presenta l'incisione «OPE», relativa all'Opera della Primaziale Pisana come la colonna della Polveriera presso Seccheto.

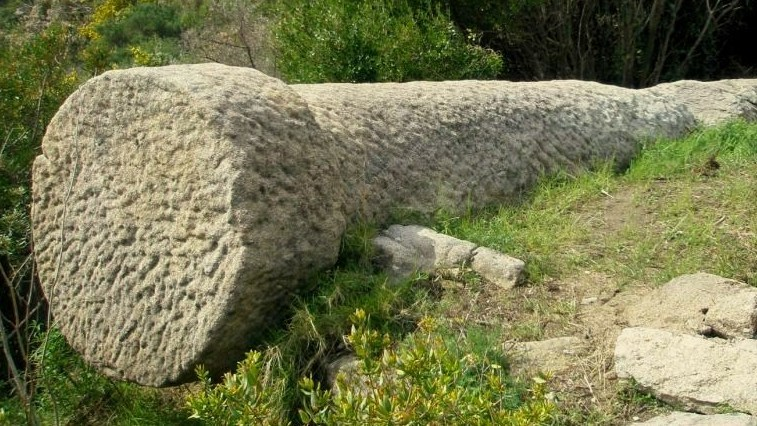
Colonna presso Cavoli con incise le lettere «OPE»

### Colonne delle Vigne di Zobi
In località Bollecaldaie, presso le Vigne di Zobi (soprannome del possidente Garibaldo Montauti), si trovano alcune colonne in parte riutilizzate per sostenere muri di contenimento dei vigneti.

### Colonna della spiaggia di Cavoli
La colonna emerse dal fondale sabbioso della baia durante una mareggiata avvenuta il 21 dicembre 1989; è oggi collocata nei giardini pubblici di Cavoli.

### La Nave
Si tratta di un bacino incompiuto, diversamente interpretato come labrum di età romana o fonte battesimale di età pisana.

### Bacino incompiuto
Ubicato lungo l'ultimo tratto del Fosso di Moncione, è un grosso bacino incompiuto dalla planimetria circolare con un diametro di 3,50 metri.

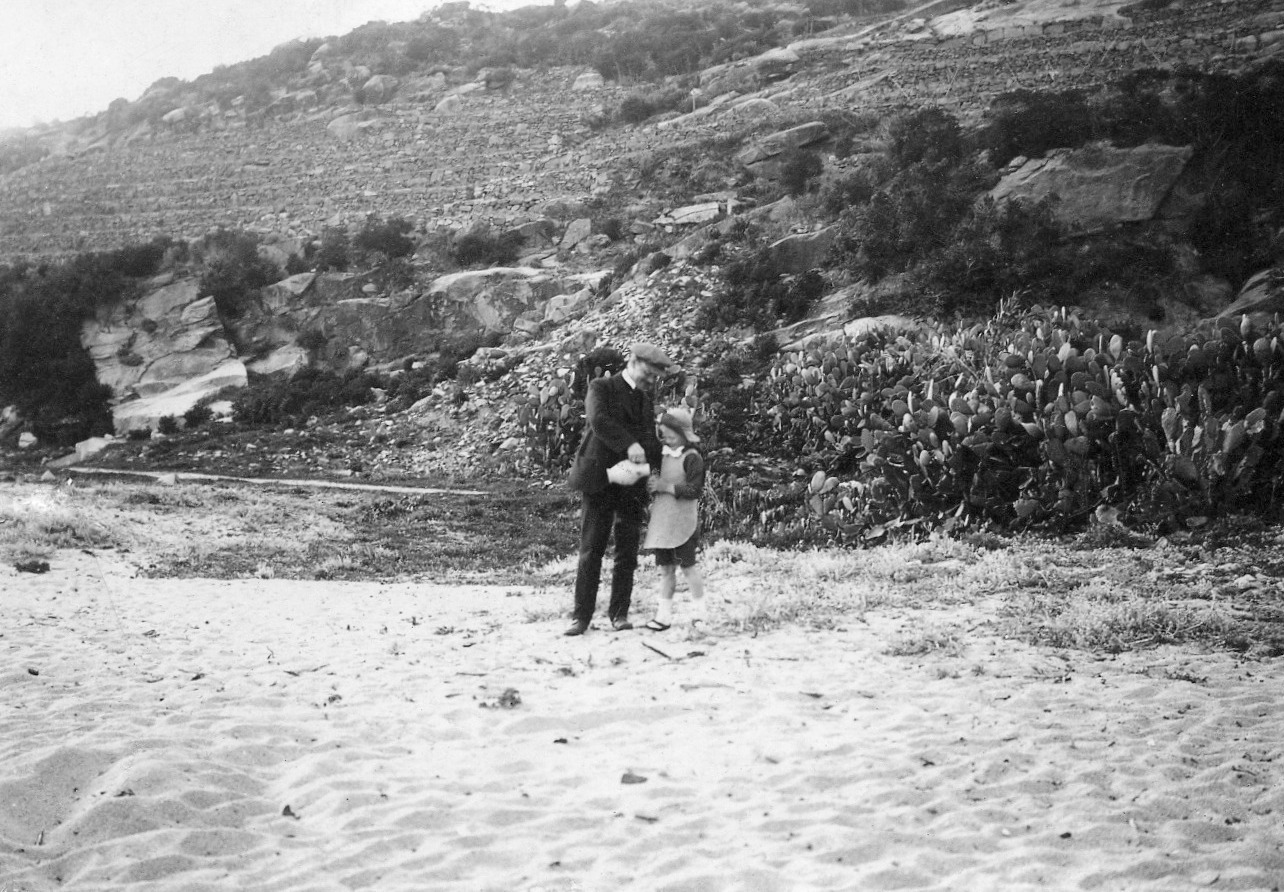
Conrad Zimmer con il figlio Conrad a Cavoli nel 1913 circa